# 水野道訓
水野 道訓（みずの みちのり、1958年〈昭和33年〉3月10日 - ）は、日本の実業家。株式会社ソニー・ミュージックエンタテインメント顧問（常勤）、公益財団法人ソニー音楽財団理事長。東京都出身。学位は教育学士（早稲田大学・1981年）。

## 経歴
早稲田大学教育学部を卒業。1981年にソニー・クリエイティブプロダクツに新卒入社し、キャラクターのライセンスビジネスに携わる。2003年に代表取締役社長に就任。2005年にソニー・ミュージックコミュニケーションズ（現・ソニー・ミュージックソリューションズ）に異動となり、代表取締役副社長に就任。2006年に代表取締役社長に就任。
2008年にソニー・ミュージックエンタテインメント コーポレイト・エグゼクティブに就任。2014年にソニー・ミュージックエンタテインメントCOO、エムオン・エンタテインメント代表取締役執行役員社長に就任。その後、北川直樹より打診され、2015年にソニー・ミュージックエンタテインメント代表取締役CEOに就任。
2018年にソニー（現・ソニーグループ）常務に就任。2019年にソニー・ミュージックエンタテインメント代表取締役会長CEOに就任。2020年にソニー・ミュージックエンタテインメント顧問、ソニー音楽財団理事長に就任。

## 履歴

### 学歴・職歴
- 1981年（昭和56年）3月 - 早稲田大学教育学部卒業[1]。
- 1981年（昭和56年）4月 - 株式会社ソニー・クリエイティブプロダクツ入社 東京CF営業所配属[4]。
- 1993年（平成5年）1月 - 株式会社ソニー・クリエイティブプロダクツ CR営業本部第1営業部販売推進1課課長[4]。
- 1995年（平成7年）1月 - 株式会社ソニー・クリエイティブプロダクツ CR営業本部第1営業部東京第2営業所所長[4]。
- 1996年（平成8年）7月 - 株式会社ソニー・クリエイティブプロダクツ CR営業本部営業部部次長[4]。
- 1999年（平成11年）7月 - 株式会社ソニー・クリエイティブプロダクツ SNW事業部事業部長[4]。
- 2000年（平成12年）6月 - 株式会社ソニー・クリエイティブプロダクツ執行役員 SNW事業部事業部長[4]。
- 2002年（平成14年）2月 - 株式会社ソニー・クリエイティブプロダクツ執行役員 プロパティプロモーショングループ本部長[4]。
- 2003年（平成15年）2月 - 株式会社ソニー・クリエイティブプロダクツ代表取締役執行役員社長[5]。
- 2005年（平成17年）6月 - 株式会社ソニー・ミュージックコミュニケーションズ（現・株式会社ソニー・ミュージックソリューションズ）代表取締役執行役員副社長[6]。
- 2006年（平成18年）6月 - 株式会社ソニー・ミュージックコミュニケーションズ（現・株式会社ソニー・ミュージックソリューションズ）代表取締役執行役員社長[7]。
- 2008年（平成20年）3月 - 株式会社ソニー・ミュージックエンタテインメント デピュティ・コーポレイト・エグゼクティブ ソリューション&ライツビジネスグループ代表[8]。
- 2008年（平成20年）3月 - 株式会社ジャレード非常勤取締役[9]。
- 2008年（平成20年）3月 - 株式会社クリップゲート非常勤取締役[9]。
- 2008年（平成20年）3月 - 株式会社ソニー・クリエイティブプロダクツ非常勤取締役[9]。
- 2008年（平成20年）3月 - 株式会社ドリームランチ非常勤取締役[9]。
- 2008年（平成20年）6月 - 株式会社ソニー・ミュージックエンタテインメント コーポレイト・エグゼクティブ ソリューション&ライツビジネスグループ代表[10]。
- 2014年（平成26年）2月 - 株式会社ソニー・ミュージックエンタテインメント コーポレイト・エグゼクティブCOO ソリューション&ライツビジネスグループ、ネット&メディアビジネスグループ担当[11]。
- 2014年（平成26年）2月 - 株式会社エムオン・エンタテインメント代表取締役執行役員社長[12]。
- 2014年（平成26年）4月 - 株式会社レーベルゲート非常勤取締役[13]。
- 2015年（平成27年）3月 - 株式会社ソニー・ミュージックエンタテインメント取締役 コーポレイト・エグゼクティブCOO ソリューション&ライツビジネスグループ、ネット&メディアビジネスグループ担当[14]。
- 2015年（平成27年）4月 - 株式会社ソニー・ミュージックエンタテインメント代表取締役 コーポレイト・エグゼクティブCEO[15]。
- 2015年（平成27年）4月 - 株式会社ソニー・ミュージックレーベルズ非常勤取締役[16]。
- 2015年（平成27年）4月 - 株式会社ソニー・ミュージックマーケティング（現・株式会社ソニー・ミュージックマーケティングユナイテッド）非常勤取締役[16]。
- 2015年（平成27年）4月 - 株式会社ソニー・ミュージックアーティスツ非常勤取締役[16]。
- 2015年（平成27年）4月 - 株式会社ソニー・ミュージックコミュニケーションズ（現・株式会社ソニー・ミュージックソリューションズ）非常勤取締役[16]。
- 2015年（平成27年）4月 - 株式会社ソニーDADCジャパン非常勤取締役[17]。
- 2015年（平成27年）4月 - 株式会社ソニー・ミュージックアクシス非常勤取締役[16]。
- 2015年（平成27年）4月 - 株式会社アニプレックス非常勤取締役[16]。
- 2015年（平成27年）4月 - 株式会社エムオン・エンタテインメント非常勤取締役[16]。
- 2015年（平成27年）4月 - 株式会社ディーアール非常勤取締役[16]。
- 2015年（平成27年）6月 - ソニー株式会社（現・ソニーグループ株式会社）グループ役員[18]。
- 2015年（平成27年）6月 - 株式会社ソニー・ミュージックエンタテインメント代表取締役CEO[19]。
- 2016年（平成28年）4月 - ソニー株式会社（現・ソニーグループ株式会社）執行役員 ビジネスエグゼクティブ[20]。
- 2017年（平成29年）6月 - 株式会社Zeppホールネットワーク非常勤取締役[21]。
- 2018年（平成30年）6月 - ソニー株式会社（現・ソニーグループ株式会社）常務 音楽事業担当（国内）[22]。
- 2019年（平成31年）4月 - 株式会社ソニー・ミュージックエンタテインメント代表取締役会長CEO[23]。
- 2020年（令和2年）4月 - 株式会社ソニー・ミュージックエンタテインメント取締役会長[24]。
- 2020年（令和2年）6月 - 公益財団法人ソニー音楽財団理事長（現任）[25]。
- 2020年（令和2年）7月 -  株式会社ソニー・ミュージックエンタテインメント顧問（常勤）（現任）[26]。

## 現職
- 株式会社ソニー・ミュージックエンタテインメント顧問（常勤）
- 公益財団法人ソニー音楽財団理事長[27]